# دشنه‌دندان
دشنه‌دندان (نام علمی: Anotopterus pharao) نام یک گونه از سرده دشنه‌دندان است.